# Roger Moens
Roger Moens (Aalst, Bélgica, 26 de abril de 1930) fue un atleta belga, especializado en la prueba de 800 m en la que llegó a ser subcampeón olímpico en 1960.

## Carrera deportiva
En los JJ. OO. de Roma 1960 ganó la medalla de plata en los 800 metros, con un tiempo de 1:46.5 segundos, llegando a meta tras el neozelandés Peter Snell y por delante de George Kerr de las Indias Occidentales Británicas.